# Soon Over Babaluma
| Recensione                        | Giudizio    |
| --------------------------------- | ----------- |
| AllMusic                          | [ 1 ]       |
| Progarchives                      | [ 2 ]       |
| Debaser                           | [ 3 ]       |
| Sputnikmusic                      | 3.7 (Great) |
| Piero Scaruffi                    | [ 5 ]       |
| 24.000 dischi                     | [ 6 ]       |
| The New Rolling Stone Album Guide | [ 7 ]       |

Soon Over Babaluma è il sesto album in studio del gruppo di krautrock tedesco Can, pubblicato nel 1974.

## Tracce
Brani composti dai Can, eccetto dove indicato.
Lato A
1. Dizzy-Dizzy – 5:40 (Can, Duncan Fallowell)
2. Come sta, la luna – 5:44
3. Splash – 7:47

Lato B
1. Chain Reaction – 11:12
2. Quantum Physics – 8:33

## Musicisti
Dizzy-Dizzy
- Michael Karoli - voce, violino, chitarra
- Irmin Schmidt - organo, pianoforte elettrico, percussioni elettroniche Alpha 77
- Jaki Liebezeit - percussioni
- Holger Czukay - basso

Come sta, la luna
- Michael Karoli - violino elettrico, chitarra, accompagnamento vocale-cori
- Irmin Schmidt - voce, pianoforte, organo, percussioni elettroniche Alpha 77
- Jaki Liebezeit - percussioni
- Holger Czukay - basso

Splash
- Michael Karoli - violino elettrico, chitarre
- Irmin Schmidt - organo, pianoforte, percussioni elettroniche Alpha 77
- Jaki Liebezeit - percussioni
- Holger Czukay - basso

Chain Reaction
- Michael Karoli - voce, chitarre
- Irmin Schmidt - organo, pianoforte elettriche, percussioni elettroniche Alpha 77
- Jaki Liebezeit - percussioni
- Holger Czukay - basso

Quantum Physics
- Michael Karoli - voce, chitarre
- Irmin Schmidt - organo, pianoforte elettriche, percussioni elettroniche Alpha 77
- Jaki Liebezeit - percussioni
- Holger Czukay - basso

Note aggiuntive
- Can - produttori, arrangiamenti, composizioni
- Registrato al Inner Space Studios di Colonia (Germania) nel 1974
- Holger Czukay - ingegnere delle registrazioni
- Ulrich Eichberger - art direction, design album[9]